# José Espinasa Masagué
José Espinasa Masagué (Moncada y Reixach, 14 de mayo de 1894 - Ciudad de México, 11 de octubre de 1961) fue un pediatra y político español, alcalde del municipio de Moncada y Reixach entre 1931 y 1933.

## Biografía
Hijo de Ramon Espinasa Nebot, estudió medicina, especializándose en pediatría en 1921. Estuvo activo en la vida social de Moncada y Reixach, fundando Foment de la Sardana y de la asociación benéfico-instructiva Ateneo Domingo Fins, de la que fue presidente de 1921 a 1924. En las elecciones municipales de 1922 fue elegido concejal, pero la dictadura de Primo de Rivera le hizo dejar el cargo.
Durante las elecciones municipales de 1931 fue uno de los fundadores del Centro Nacionalista Republicano, que después se integró en Esquerra Republicana de Cataluña, y con el que fue escogido alcalde de Moncada y Reixach, cargo que ocupó hasta 1933. Durante su mandato se creó el dispensario municipal y varias escuelas.  Tras la proclamación del Estado Catalán de 1934 fue detenido por su participación, condenado a 12 años de reclusión y desterrado a Málaga.
Ejerció de teniente médico de la Cruz Roja de Moncada y Reixach durante la guerra civil española. El 27 de enero de 1939, poco antes de terminar la guerra, cruzó junto con su esposa Dolors Closas i Miralles la frontera francesa hacia el exilio por el coll de Banyuls.
Durante un tiempo ejerció como médico en Perpiñán hasta que el 12 de julio de 1939 se embarcó en Burdeos hacia México, estableciéndose primero en Veracruz y después en Ciudad de México, donde inicialmente trabajó de médico para la Junta de Auxilio a los Republicanos Españoles y luego se dedicó al ejercicio privado de la pediatría. Durante los años de exilio impartió conferencias en el Orfeó Català de Mèxic, fue miembro de la Bolsa del Médico Catalán en México (que presidió unos años) y ganó dos veces premios de los Juegos Florales de la lengua catalana en el exilio. En verano de 1960 visitó una vez en España y después regresó a México, donde falleció en 1961.

## Obras
- Eugenesia y enfermedades de la infancia (1941).
- Dietética infantil (1944).
- Manual de urgencias en pediatría (1952).
- La comarca del Vallès (1954), premio Maspons i Camarasa en los Juegos Florales de Sao Paulo.
- Contes per a infants (1955), premio Francesc Macià en los Juegos Florales de San José de Costa Rica.